# Sân bay Bristol
'Sân bay Bristol (mã sân bay IATA: BRS, mã sân bay ICAO: EGGD), tọa lạc tại Lulsgate Bottom ở Bắc Somerset, là sân bay thương mại phục vụ thành phố Bristol, Anh, và khu vực xung quanh. Sân bay có cự ly 7 hải lý (13 km; 8,1 dặm Anh) về phía tây nam của trung tâm thành phố Bristol. Được xây dựng trên các trang địa điểm của một phi trường Không quân Hoàng gia cũ, nó mở cửa vào năm 1957 với tên gọi sân bay Bristol (Lulsgate), thay thế sân bay Bristol (Whitchurch) làm sân bay của thành phố Bristol. Từ năm 1997 đến năm 2010, nó được gọi là sân bay quốc tế Bristol. Năm 1997, một phần lớn cổ phần trong sân bay đã được bán cho FirstGroup, và sau đó vào năm 2001 sân bay đã được bán cho một công ty liên doanh của Macquarie Group và những đơn vị khác. Trong tháng 9 năm 2014 Ontario Teachers' Pension Plan mua lại Macquarie để trở thành chủ sở hữu duy nhất.
Năm 2008, sân bay này đã thu hút 47,7% hành khách của mình từ hạt cũ của khu vực Avon, 11,7% từ Somerset và 8,8% từ Devon. Trong năm 2013, đây là sân bay bận rộn thứ chín trong Vương quốc Anh, phục vụý hơn 6,1 triệu lượt hành khách, tăng 3,6% so với năm 2012. Các hãng hàng không có căn cứ hoạt động tại sân bay bao gồm EasyJet, Ryanair và BMI Regional.

## Các hãng hàng không và tuyến bay

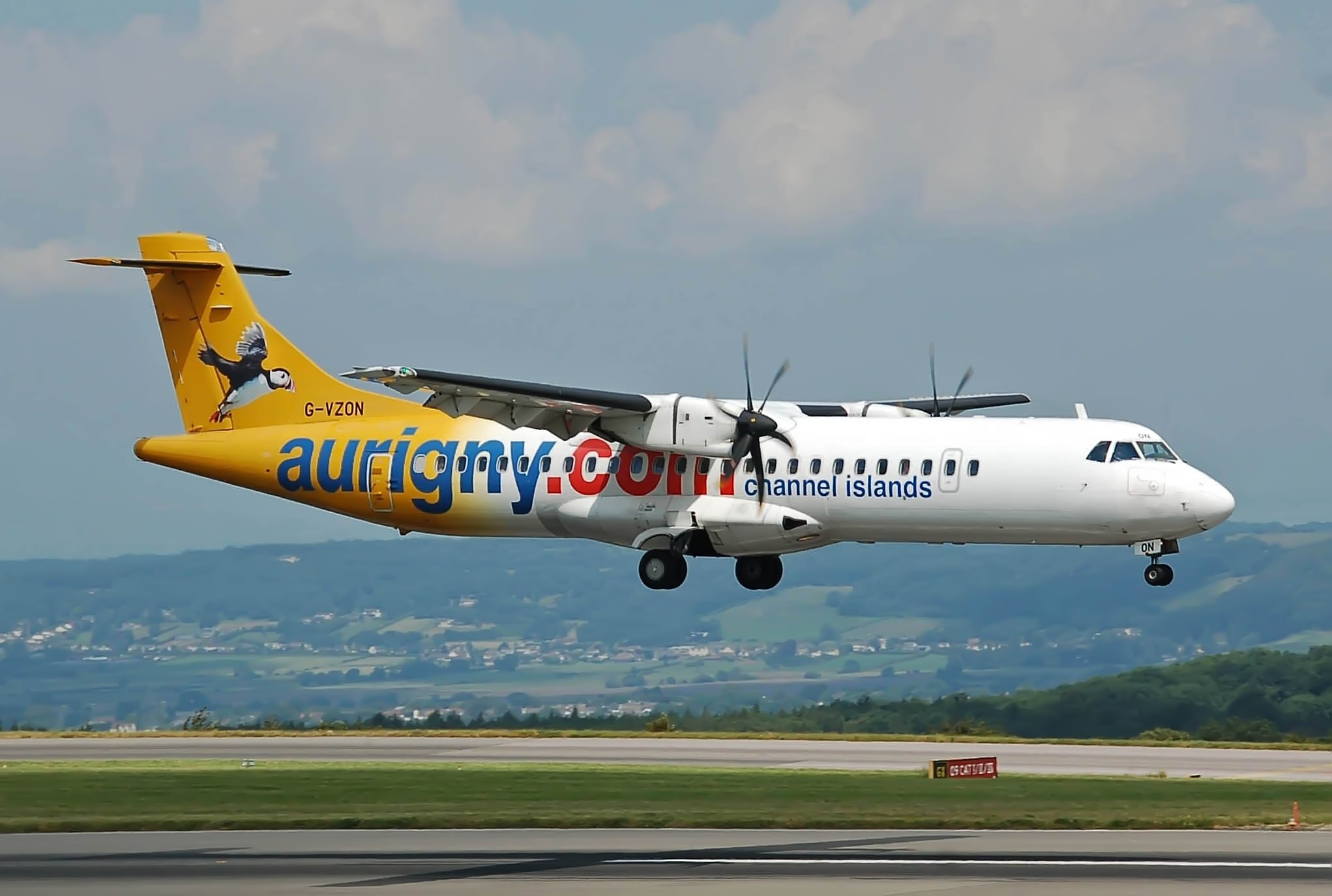
ATR 72-500 của Aurigny Air Services hạ cánh tại sân bay Bristol (2014)

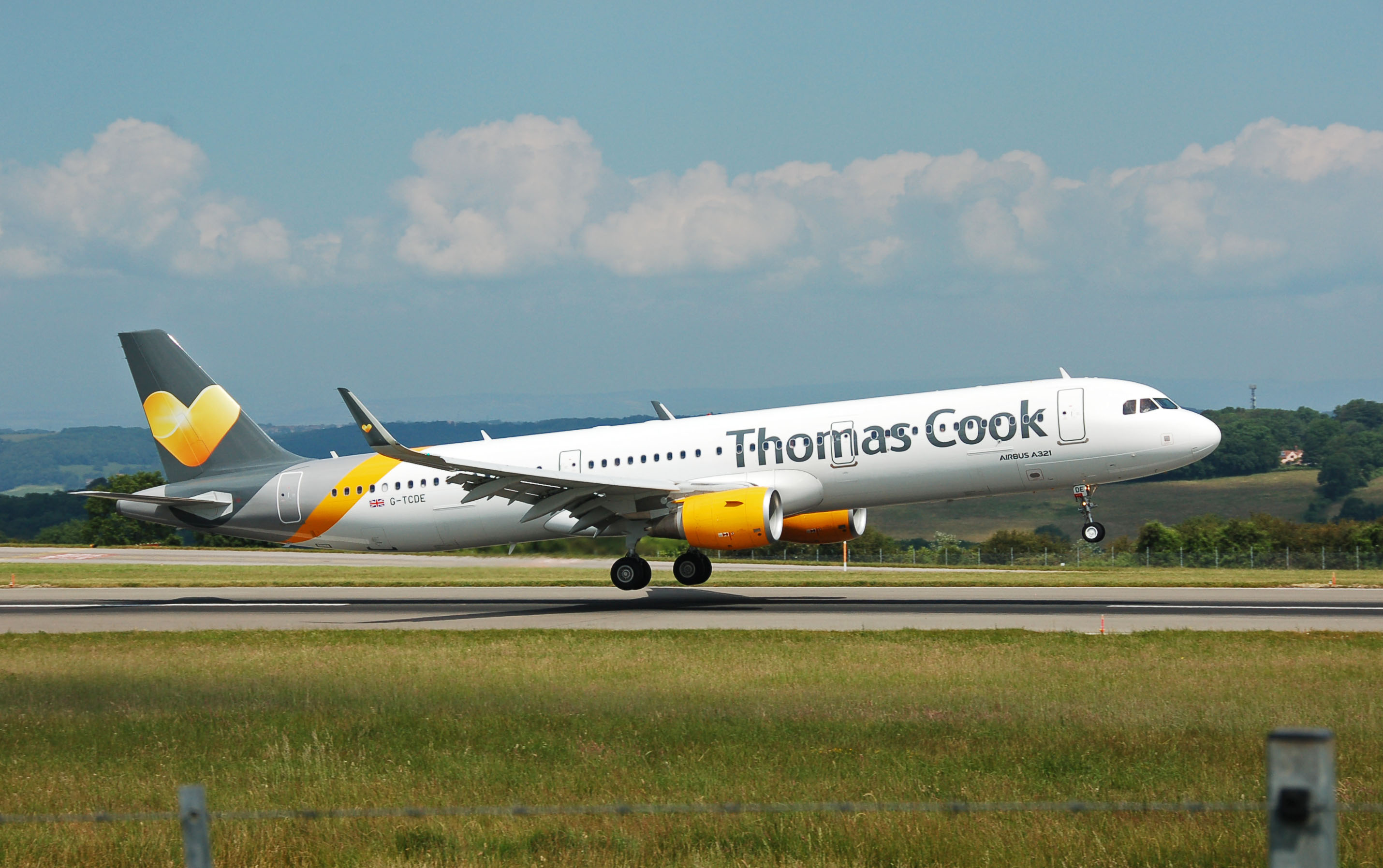
Máy bay Airbus A321 của Thomas Cook Airlines tại sân bay Bristol (2014)

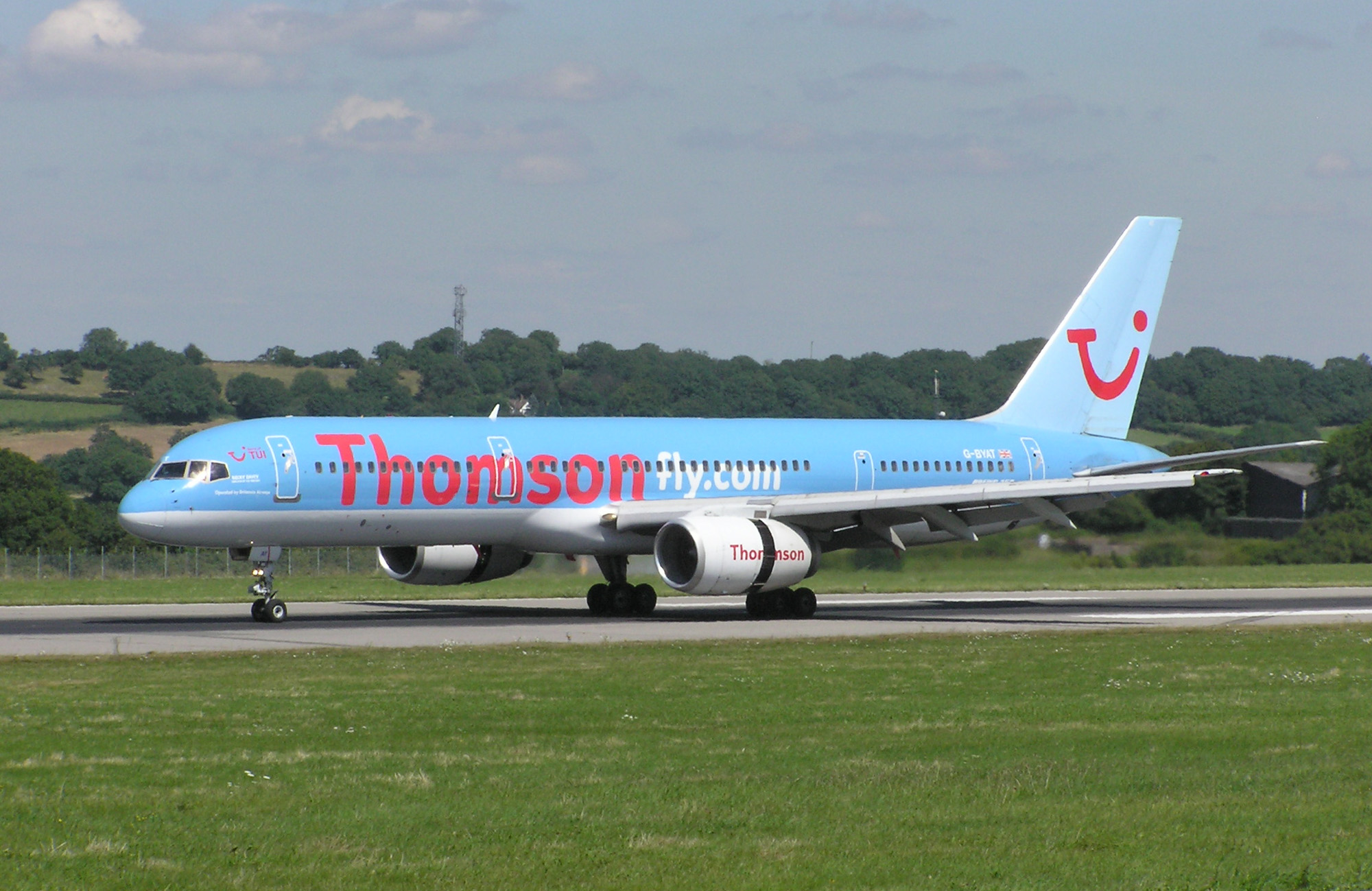
Boeing 757-200 của hãng Thomson Airways đang trên đường lăn vào nhà ga sân bay Bristol

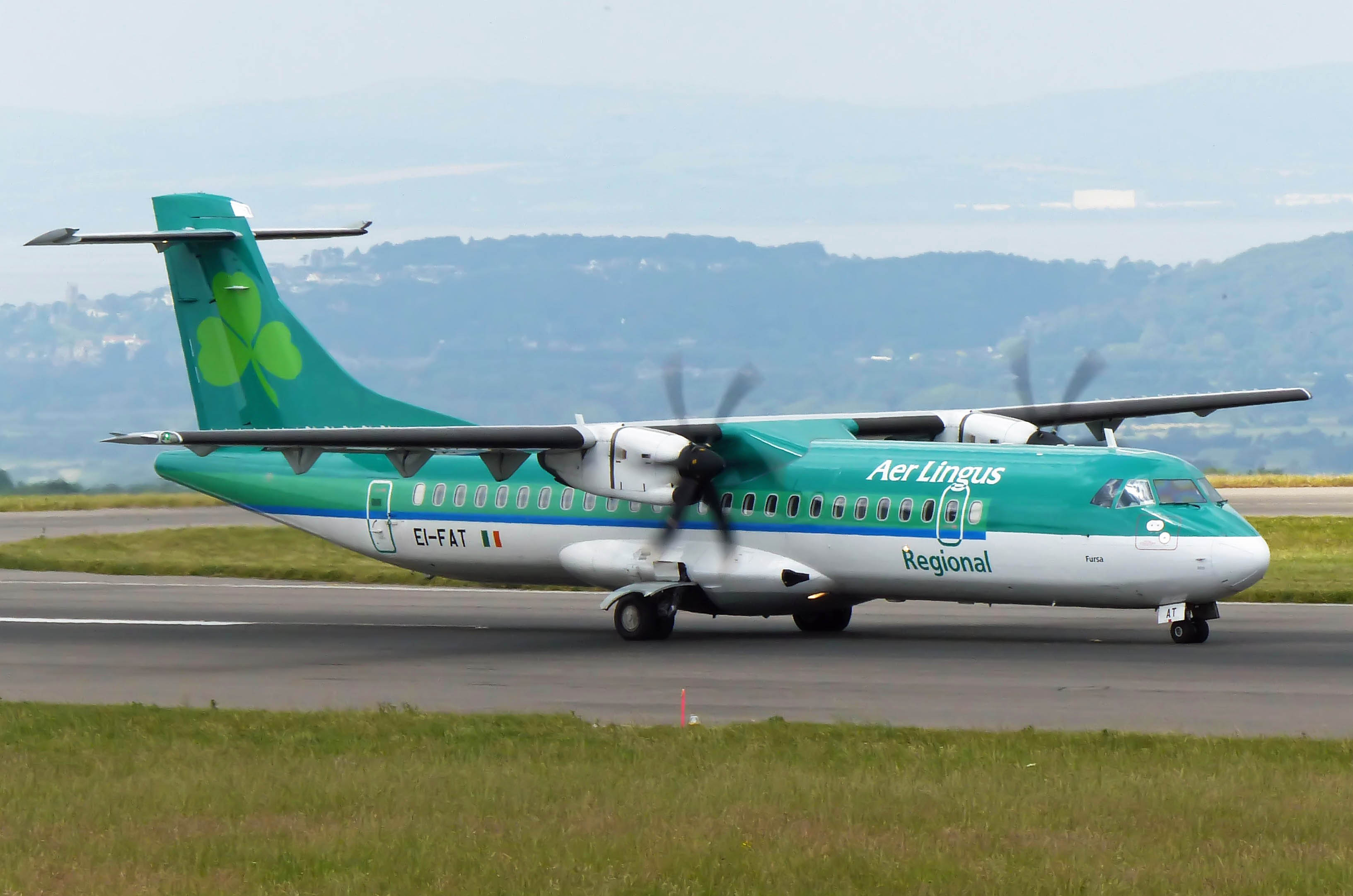
ATR 72-600 của hãng Aer Lingus Regional nhượng quyền thương mại cho Stobart Air, rời sân bay Bristol (2014)

| Hãng hàng không                                     | Các điểm đến |
| --------------------------------------------------- | --- |
| Aer Lingus Regional operated by Sân bay Stobart Air | Cork, Dublin, Shannon |
| Air Malta                                           | Theo mùa: Malta |
| Aurigny Air Services                                | Guernsey |
| Austrian Airlines vận hành bởi Tyrolean Airways     | Theo mùa: Innsbruck |
| BH Air                                              | Theo mùa: Burgas, Sofia |
| Blue Islands                                        | Jersey |
| BMI Regional                                        | Aberdeen, Frankfurt, Hamburg, Milan-Malpensa (kết thúc từ ngày 24 Tháng 10 năm 2014) Munich |
| Brussels Airlines vận hành bởi BMI Regional         | Brussels |
| easyJet                                             | Alicante, Amsterdam, Barcelona, Sân bay Belfast-Quốc tế, Berlin-Schönefeld, Copenhagen, Edinburgh, Faro, Funchal, Fuerteventura, Geneva, Glasgow-International, Inverness, Kraków, Lisbon, Madrid, Murcia, Málaga, Marrakech, Newcastle upon Tyne, Nice, Palma de Mallorca, Paphos, Paris-Charles de Gaulle, Pisa, Prague, Reykjavík-Keflavík, Sân bay Rome-Fiumicino, Tenerife-South, Toulouse Theo mùa: Bodrum, Bordeaux, Corfu, Dalaman, Grenoble, Heraklion, Ibiza, Innsbruck, La Rochelle, Lyon, Marseille, Menorca, Naples, Olbia, Salzburg, Split |
| Flybe                                               | Thuê chuyến theo mùa: Lleida |
| Helvetic Airways                                    | Zurich |
| Jet2.com                                            | Thuê chuyến theo mùa: Chambéry |
| KLM vận hành bởi KLM Cityhopper                     | Amsterdam |
| Mistral Air                                         | Theo mùa: Verona |
| Ryanair                                             | Alicante, Budapest, Dublin, Faro, Gdańsk, Gran Canaria, Kaunas, Lanzarote, Málaga, Malta, Poznań, Tenerife-South, Warsaw-Modlin, Wrocław Theo mùa: Bergamo, Bergerac, Béziers, Bologna, Chania, Girona, Ibiza, Knock, Limoges, Palma de Mallorca, Reus, Rzeszów, Treviso, Valencia |
| Scandinavian Airlines                               | Theo mùa: Stockholm-Arlanda |
| Thomas Cook Airlines                                | Enfidha, Fuerteventura, Gran Canaria, Lanzarote, Tenerife-South Theo mùa: Antalya, Bodrum, Bourgas, Corfu, Dalaman, Heraklion, Ibiza, Kos, Larnaca, Menorca, Palma de Mallorca, Rhodes, Skiathos, Zakynthos |
| Thomson Airways                                     | Gran Canaria, Lanzarote, Málaga, Sharm el-Sheikh, Tenerife-South Theo mùa: Alicante, Antalya, Bodrum, Burgas, Cephalonia, Chambéry, Corfu, Dalaman, Enfidha, Fuerteventura, Geneva, Heraklion, Ibiza, Kos, Larnaca, Marrakech (bắt đầu từ ngày 4 tháng 5 năm 2015), Menorca, Naples, Palma de Mallorca, Paphos, Reus, Rhodes, Santorini (, Salzburg, Sofia, Toulouse, Turin, Zakynthos |